# Karin Dreijer
Karin Elisabeth Dreijer (under en period Dreijer Andersson), född 7 april 1975 i Nacka församling, är en svensk artist och producent. Tillsammans med sin bror Olof Dreijer drev Dreijer bandet The Knife (1999–2014). Tidigare har Dreijer spelat i banden Virginia och Honey Is Cool. Dreijer är sedan 2008 verksam som soloartist under namnet Fever Ray.

## Biografi
I Göteborg 1994 bildade Karin Dreijer (sång, gitarr) indiepopbandet Honey is cool, tillsammans med Johan Hagström (trummor) och Staffan Larsson (bas). Snart anslöt sig även Anders Göthberg till gruppen. Bandet spelade in en demo, som ledde till spelningar på Emmaboda- och Hultsfredsfestivalerna. Demon ledde även till ett kontrakt med skivbolaget Sunspot Records, på vilket man 1995 släppte debut-EP:n Focky Focky No Pay. Inför denna skiva hade gruppens ursprunglige trummis Hagström ersatts av Håkan Hellström. Debut-EP:n mottog goda recensioner och bandet tog därför beslutet att söka sig till ett större skivbolag. Valet föll på MVG Records som två år senare, 1997, gav ut debutalbumet Crazy Love. Men snart lämnade de det skivbolaget och startade istället 1998 själva skivbolaget Rabid Records. Samma år gästade Dreijer Bear Quartet i studion och spelade in duetten "Volksblues" till albumet Personality Crisis.
Honey Is Cool splittrades år 2000, samma år som Dreijer beslutade sig för att satsa på The Knife som Dreijer bildat 1999 tillsammans med sin bror Olof Dreijer. The Knife släppte sin debut The Knife 2001 på skivbolaget Rabid Records. Inspelningen av albumet påbörjades tidigt sommaren 1999 i en stuga på Tjörn. Duon fortsatte sedan arbeta med albumet i sina lägenheter i Göteborg och Stockholm. 2004 vann The Knife en Grammis som bästa grupp, men bojkottade ceremonin genom att i stället skicka de två konstnärerna Fia-Stina Sandlund och Joanna Rytel från konstnärsgruppen Unfucked Pussy.
Den 17 juni 2004 var Dreijer Sommarvärd i P1:s radioprogram Sommar.
Dreijer bidrog 2005 med sången på Röyksopps låt "What Else Is There?". Dreijer bidrog också 2008 med sång på dEUS låt "Slow" på albumet Vantage Point. Under dEUS spelning på Debaser Slussen i maj 2008 gjorde Dreijer ett ovanligt gästspel och stod på scen med det belgiska bandet. 2009 samarbetade Dreijer åter med Röyksopp, denna gång på "This Must Be It" från gruppens album Junior.
Vid den här tiden drev syskonen Dreijer skivbolaget Rabid Records tillsammans.

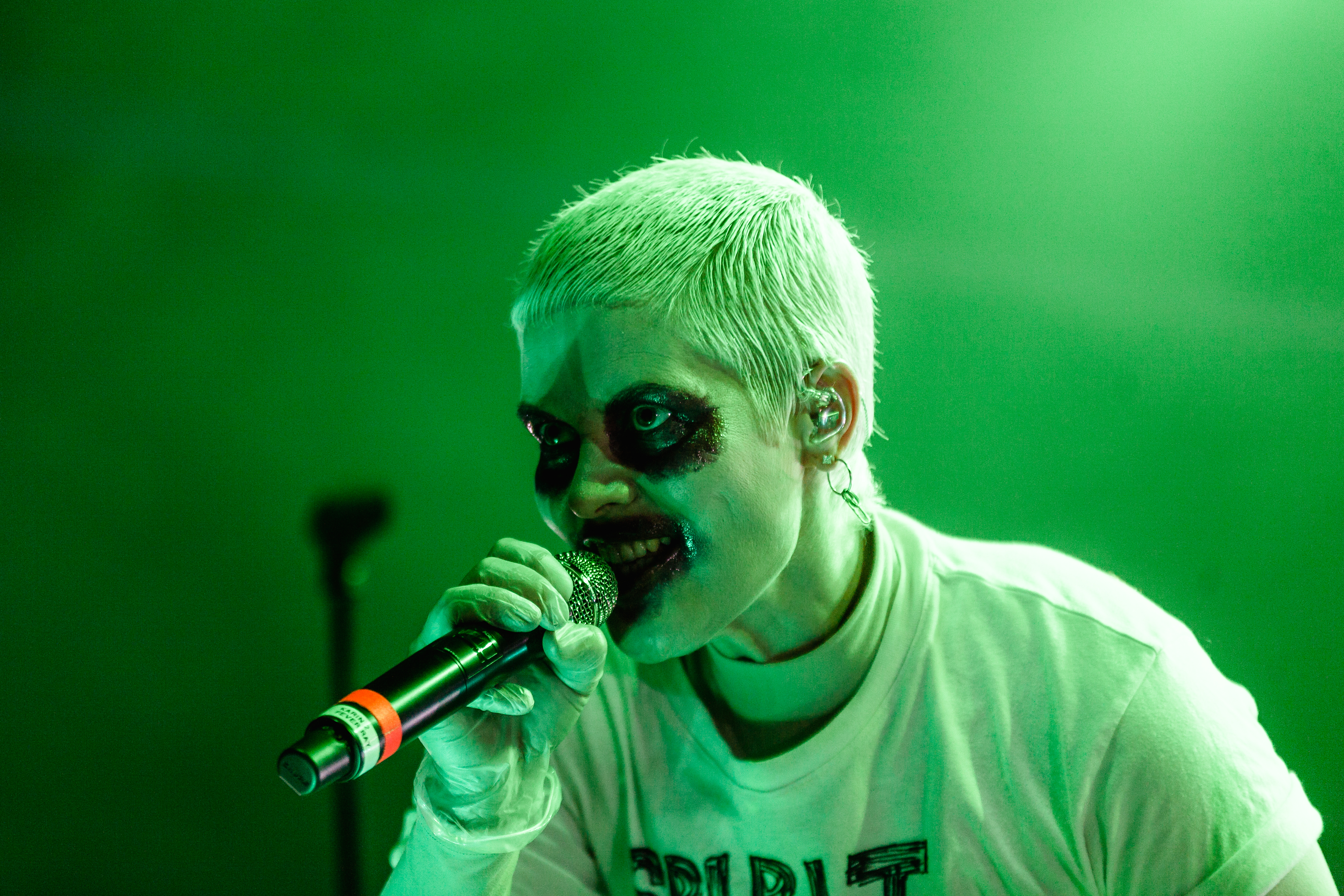
Fever Ray på Roskildefestivalen 2018.

I slutet av 2008 lanserades soloprojektet Fever Ray med singeln "If I Had a Heart". Denna komposition användes även som ledmotiv i tv-serien Vikings som hade premiär i mars 2013. Dessutom spelas den i ytterligare ett antal tv-serier som exempelvis Breaking Bad. Albumet Fever Ray släpptes 2009 och innehöll tio spår.
Under 2010 släppte Karin Dreijer under sitt alias Fever Ray singlarna "Stranger Than Kindness" och "Here Before, hämtade från skivan Here Before. Dreijer släppte även en singel kallad "Mercy Street" som är en cover av Peter Gabriels låt med samma namn.
I april 2013 släppte The Knife Shaking the Habitual, sitt första självständiga studioalbum sedan 2006 och albumet Silent Shout. 2014 tilldelades the Knife Nordic Music Prize för 2013 års bästa album. Den 21 augusti 2014 meddelade syskonen att duon skulle upplösas efter "Shaking Habitual Show Tour" som avslutades 8 november 2014.
I oktober 2017 släppte Fever Ray skivan Plunge.
År 2023 släppte Fever Ray albumet Radical Romantics och vid Grammisgalan 2024 utsågs Karin Dreijer till Årets textförfattare.
Dreijer beskriver sig själv som queer, genderfluid och använder pronomen hen/den.

## Inspiration
Dreijer har nämnt Miami Vice, David Lynch och Fugazi som stora intressen och/eller inspirationskällor.

## Utmärkelser
- 2004 – P3 Guld, Årets grupp[19]
- 2007 – P3 Guld, Årets dans[20]
- 2007 – P3 Guld, Årets grupp[20]
- 2010 – P3 Guld, Årets bästa dansmusik[21]
- 2018 – P3 Guld, Årets dans
- 2018 – Grammis, Årets producent
- 2018 – Gaffapriset, Årets elektroniska
- 2022 – Ganneviksstipendiet[22]
- 2024 – Grammis, Årets textförfattare[16]

## Diskografi

### Honey Is Cool
- 1995 – Focky Focky No Pay (EP)
- 1997 – Crazy Love
- 1999 – Bolero!
- 1999 – Early Morning Are You Working?
- 2000 – Baby Jane (EP)

### The Knife
- 2001 – The Knife
- 2003 – Deep Cuts
- 2003 – Hannah med H Soundtrack
- 2006 – Silent Shout
- 2013 – Shaking the Habitual

### Fever Ray
- 2008 – If I Had a Heart (digital release)
- 2009 – Fever Ray (digital release i januari, fysisk i mars)
- 2009 – Live in Luleå
- 2010 – Here Before
- 2010 – Mercy Street
- 2017 – Plunge
- 2023 - Radical Romantics

### Karin Dreijer Andersson
- 2011 – "No Face" (spår på samlingsskivan We Are The Works In Progress)

### Övrigt
Karin Dreijer medverkar på:
- 1998 – "Volksblues" (The Bear Quartet, Personality Crisis)
- 2000 – "Wasted" (Robot, Fake or Real)
- 2001 – "Be a Stranger" (The Bear Quartet, Gay Icon)
- 2001 – "Axe Man" (Silverbullit, Citizen Bird)
- 2001 – "Lost in the City Nights" (Yvonne, Hit that City)
- 2005 – "What Else Is There?" (Röyksopp, The Understanding)
- 2008 – "Slow" (dEUS - Vantage Point)
- 2009 – "Tricky Tricky" och "This Must Be It" (Röyksopp, Junior)